# ロシアン・ヒル

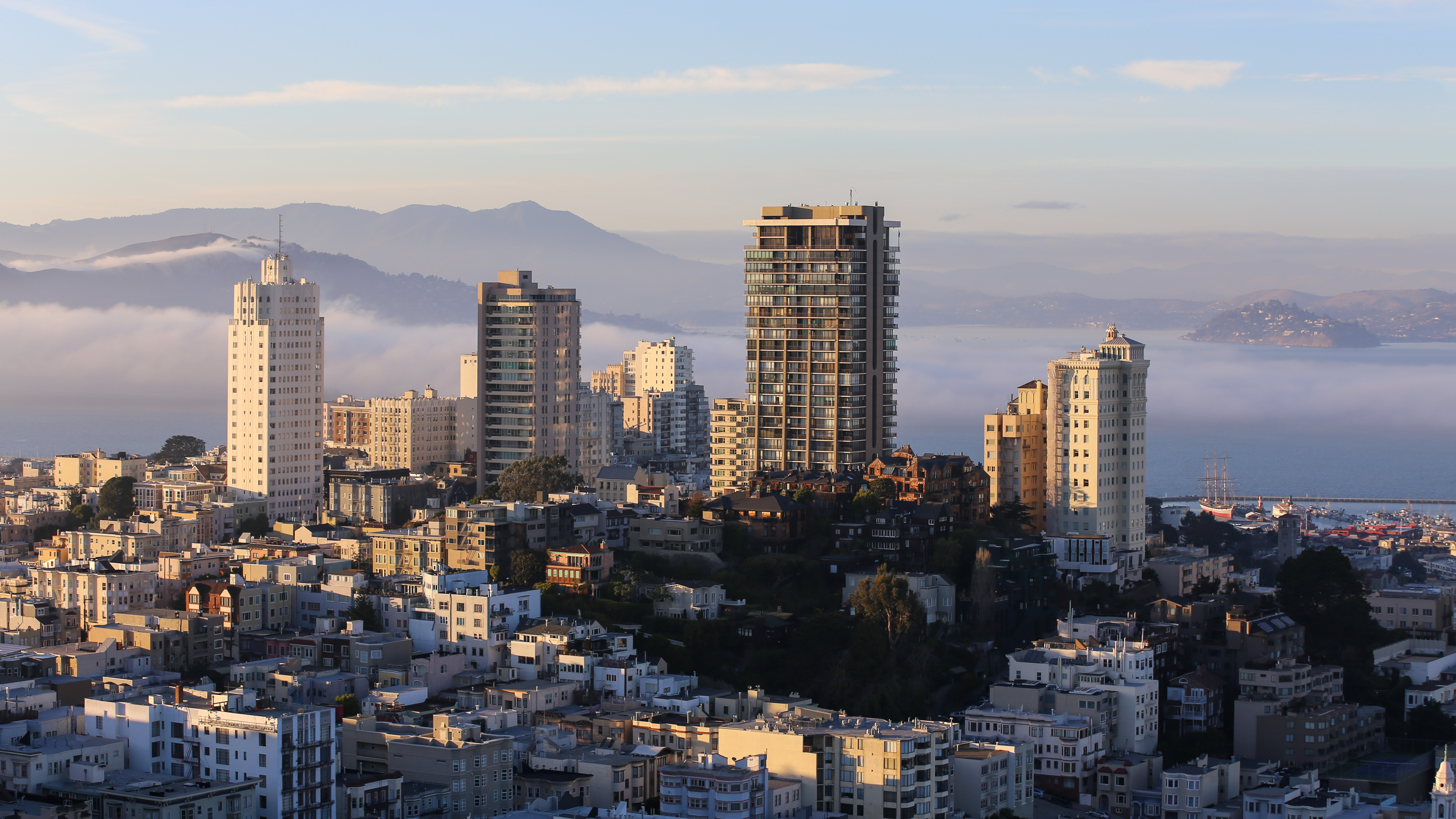
ロシアン・ヒルを南西側から見る

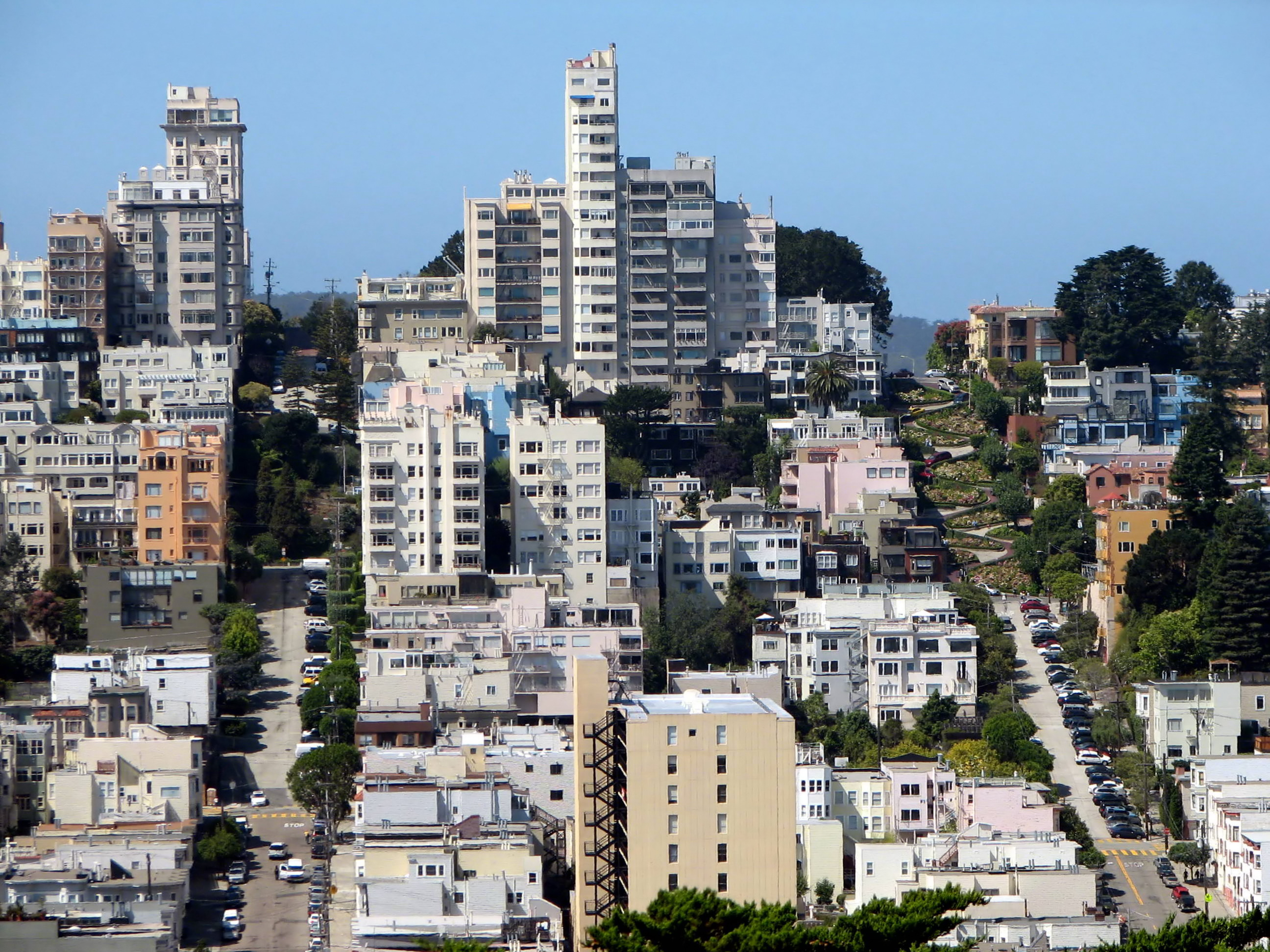
ロンバード・ストリートとロシアン・ヒルをテレグラフ・ヒルから見る

ロシアン・ヒル（英語: Russian Hill＝ラッシャン・ヒル）は、米国カリフォルニア州サンフランシスコの地区であり、標高102メートルの丘である。サンフランシスコに44ある丘の1つ。もともとは「ローマの七丘」にちなんだ「サンフランシスコの七つの丘」（参照：List of hills in San Francisco）の1つとして名付けられた。

## 位置
ロシアン・ヒルはノブ・ヒルの真北（少し下り坂）、フィッシャーマンズ・ワーフの南（上り坂）、ノース・ビーチ地区の西にある。このヒルの西側はカウホロー地区とマリーナ地区の一部に隣接している。
丘の北麓には、サンフランシスコ湾のウォーターフロントに位置するギラデリ・スクエア、アクアティック パーク、人気の観光エリアであるフィッシャーマンズ・ワーフがある。ロンバード・ストリートの曲がりくねった曲がり角を下り、コロンバス・アベニューを東に渡ると、ノースビーチ地区に着く。 西の丘を下ってバンネス・アベニューを過ぎると、カウ・ホローとマリーナ地区がある。

## 歴史
この地区の名前の由来は、カリフォルニア・ゴールドラッシュ時代に、入植者が丘の頂上に小さなロシア人墓地を発見したことに遡る。ロシア海軍と商船は 1806年から19世紀を通じて頻繁にサンフランシスコへ来航しており、19世紀前半にはこの墓地に乗組員が埋葬されたという記述がいくつかある。墓地は最終的に撤去されたが、名前は残った。

## 参照項目
- サンフランシスコの地勢
- サンフランシスコの市街